# Мингелла, Макс
Макс Джо́рджо Чо́а Минге́лла (англ. Max Giorgio Choa Minghella; 16 сентября 1985, Хэмпстед, Лондон) — британский актёр и режиссёр. Сын режиссёра Энтони Мингеллы.

## Биография
Отец актёра имеет итальянское происхождение, а мать — смешанное китайское-индийское-европейское.

### Карьера
Актёрский дебют Макса состоялся в 1999 году. В 2016 году вышел фильм «Девятая жизнь Луи Дракса», в котором он впервые для себя выступил в качестве сценариста.
В 2018 году вышла его дебютная режиссёрская работа, фильм «За мечтой».

### Личная жизнь
С 2006 по 2009 годы встречался с моделью и актрисой Лей Лезарк, с 2010 по 2014 годы — с актрисой Кейт Марой.

## Фильмография
| Год  | Название                                             | Роль              | Примечания          |
| ---- | ---------------------------------------------------- | ----------------- | ------------------- |
| 1997 | Toy Boys                                             | Данни             | Короткометражка     |
| 1998 | Let The Good Times Roll                              | Мальчик с собакой | Короткометражка     |
| 2005 | Игра слов                                            | Аарон Науман      |                     |
| 2005 | Сириана                                              | Робби Барнс       |                     |
| 2006 | Реклама для гения                                    | Джереми Плац      |                     |
| 2007 | Элвис и Анабелль                                     | Элвис             |                     |
| 2008 | Как потерять друзей и заставить всех тебя ненавидеть | Винсент Лепак     |                     |
| 2009 | Короткие интервью с подонками                        | Кевин, № 28       |                     |
| 2009 | Агора                                                | раб Давус         |                     |
| 2010 | Хиппи Хиппи Шейк                                     | Мартин Шарп       |                     |
| 2010 | Социальная сеть                                      | Дивья Нарендра    |                     |
| 2011 | Фантом                                               | Бен               |                     |
| 2011 | Мартовские иды                                       | Бен Харпен        |                     |
| 2012 | 10 лет спустя                                        | Эй Джей           |                     |
| 2013 | Кадры                                                | Грэм              |                     |
| 2013 | Рога                                                 | Ли Торно          |                     |
| 2014 | Про Алекса                                           | Исаак             |                     |
| 2014 | Не безопасно для работы                              | Том Миллер        |                     |
| 2016 | Девятая жизнь Луи Дракса                             |                   | продюсер, сценарист |
| 2017 | Рассказ служанки (сериал)                            | Ник Блэйн         |                     |
| 2018 | За мечтой                                            |                   | режиссёр, сценарист |
| 2021 | Пила: Спираль                                        | Уильям Шенк       |                     |
| 2022 | Вавилон                                              | Ирвинг Тальберг   |                     |

## Награды и номинации
- 2010 — Phoenix Film Critics Society Awards — Лучший актёрский ансамбль («Социальная сеть»)
- 2011 — Премия Гильдии киноактёров США — Лучший актёрский состав в игровом кино («Социальная сеть»)